# Visiometrie
Mit Visiometrie werden im medizinischen Kontext Verfahren bezeichnet, die Eigenschaften und Parameter der Augen zu vermessen, wie z. B. Prüfung der Sehschärfe, des Farbensinns, des Gesichtsfeldes, der Kontrastempfindlichkeit, der Blendempfindlichkeit.
Der Begriff „Visiometrie“ wird ansonsten auch für die Beurteilung oder Messung durch Sichtprüfung oder mit visuellen Mitteln (durch optische Geräte) verwendet. Insbesondere ist in der Kosmetik und der Dermatologie die Prüfung der Oberflächenbeschaffenheit der Haut, insbesondere der Hautrauhigkeit gemeint.

## Viziometrics
Als Teildisziplin der Szientometrie wird ein neues (Stand 8. Juni 2016) Verfahren angewendet, welches von den Entwicklern „Viziometrics“ genannt wird, was auf Deutsch mit „Visiometrie“ übersetzt wird. Mit diesem Verfahren werden grafische Elemente in wissenschaftlichen Publikationen untersucht. Unter diesem Oberbegriff („Viziometrics“) wird seitdem außerdem die Rolle grafischer Elemente im wissenschaftlichen Prozess untersucht. Dies umfasst z. B. die Anzahl der Diagramme in einem Beitrag und dessen wissenschaftlicher Einfluss, Besonderheiten von unterschiedlichen Daten-Darstellungen (z. B. Diagramme, Fotos, Tabellen, Datenreihen, Gleichungen), die Verteilung von Abbildungen in der Literatur im Verlauf der Zeit und je nach Fachgebiet und Thema, die Bedeutung für die Suche nach wissenschaftlichen Publikationen.